# 国英村
国英村（くにふさそん）は、鳥取県八頭郡にあった自治体である。1896年（明治29年）3月31日までは八上郡に属した。

## 概要
現在の鳥取市河原町山手・河原町郷原・河原町三谷・河原町今在家・河原町徳吉・河原町片山・河原町高福・河原町釜口に相当する。千代川中流右岸に位置し、村域の北側で支流の八東川が合流する。
村名は国英神社の社号から命名された。
藩政時代は因幡民談記によると鳥取藩領の八上郡岩田庄（いわたのしょう、石田庄とも）に属する片山村・今在家村・山手村・郷原村・三谷村・徳吉村・高津原村、および散岐郷（さぬきのごう）に属する釜口村があった。後に岩田庄は岩田庄・岩田上庄（いわたかみのしょう）・岩田下庄（いわたしものしょう）に分割され、因伯郷村帳（元治元年、1864年）によると徳吉村・高津原村・福和田村・山手村・郷原村・三谷村が岩田上庄、片山村が岩田下庄、今在家村が岩田庄に属した。

## 沿革
- 享和3年（1803年） - 高津原村から枝郷の福和田村を分村[3]。
- 1877年（明治10年）5月22日 - 高津原村と福和田村が合併して高福村となる[4]。
- 1881年（明治14年）9月12日 - 鳥取県再置。
- 1883年（明治16年）3月 - 河原村（後の久長村大字河原村）に置かれた連合戸長役場の管轄区域となる[5]。
- 1889年（明治22年）10月1日 - 町村制の施行により、山手村・郷原村・三谷村・今在家村・徳吉村・片山村・高福村・釜口村が合併して村制施行し、八上郡国英村が発足。旧村名を継承した8大字を編成し、役場を山手村に設置[1][6]。
- 1896年（明治29年）4月1日 - 郡制の施行により、八上郡・八東郡・智頭郡の区域をもって八頭郡が発足し、八頭郡国英村となる。
- 1924年（大正13年）6月24日 - 役場位置を大字山手453番地に変更[7]。
- 1915年（大正4年）1月1日 - 「国英村大字◯◯村」から大字の「村」を削除し、「国英村大字◯◯」と改称[8]。
- 1955年（昭和30年）3月28日 - 河原町（初代）、八上村、西郷村、散岐村と合併し、改めて河原町（2代）が発足。同日国英村廃止[9]。

## 行政

### 歴代村長
| 氏名       | 就任年月日             | 退任年月日                | 備考                   |
| ---------- | ---------------------- | ------------------------- | ---------------------- |
| 遠藤多平   | 1889年（明治22年）11月 | 1893年（明治26年）7月     |                        |
| 田中吉三郎 | 1893年（明治26年）7月  | 1894年（明治27年）11月    |                        |
| 西尾新太郎 | 1894年（明治27年）12月 | 1897年（明治30年）4月     |                        |
| 谷口忠五郎 | 1897年（明治30年）7月  | 1899年（明治32年）5月     |                        |
| 田中嘉十郎 | 1899年（明治32年）5月  | 1899年（明治32年）8月     |                        |
| 有田多一郎 | 1899年（明治32年）9月  | 1901年（明治34年）11月    |                        |
| 三木茂太郎 | 1901年（明治34年）11月 | 1908年（明治41年）4月     |                        |
| 西尾新太郎 | 1909年（明治42年）6月  | 1913年（大正2年）6月      |                        |
| 中川林太郎 | 1913年（大正2年）7月   | 1918年（大正7年）8月      |                        |
| 蓮佛熊吉   | 1918年（大正7年）12月  | 1922年（大正11年）12月    |                        |
| 有田光次郎 | 1922年（大正11年）12月 | 1932年（昭和7年）3月      |                        |
| 有田義光   | 1932年（昭和7年）3月   | 1939年（昭和14年）4月     |                        |
| 石田実太郎 | 1939年（昭和14年）5月  | 1943年（昭和18年）5月     |                        |
| 梶川弥一郎 | 1943年（昭和18年）5月  | 1946年（昭和21年）11月    |                        |
| 蓮佛虎信   | 1947年（昭和22年）4月  | 1950年（昭和25年）3月     |                        |
| 上原喜与   | 1950年（昭和25年）4月  | 1955年（昭和30年）3月27日 | 合併後、河原町長に就任 |
| 参考文献 - |                        |                           |                        |

## 教育
- 国英村立国英小学校：現在は統合により鳥取市立河原第一小学校。
- 組合立八頭第一中学校：河原町と国英村の組合立として河原町大字長瀬に創設。現在は統合により鳥取市立河原中学校[1]。

## 交通

### 鉄道
- 因美線：河原駅（所在地は旧国中村大字米岡[10]だが役場の最寄り駅） - 国英駅